# Boris Hüttenbrenner
Boris Hüttenbrenner (* 23. September 1985 in Mautern in Steiermark) ist ein ehemaliger österreichischer Fußballspieler auf der Position eines Mittelfeldspielers.

## Karriere
Hüttenbrenner begann seine Karriere bei den Jugendmannschaften des SV Union Mautern, die er im Jahre 2001 verließ. Nach kurzer Zeit wechselte er zum DSV Leoben in die Red Zac-Erste Liga. Nach 128 Spielen und 16 Toren für die Leobener machte er sich in der Sommerpause vor der Saison 2008/09 auf den Weg ins nicht weit entfernte Kapfenberg, wo er vom Aufsteiger in die österreichische Fußball-Bundesliga, der Kapfenberger SV, aufgenommen wurde. Am 29. August 2008 gab Hüttenbrenner sein Bundesligadebüt, als er beim Spiel der Kapfenberger SV gegen den SCR Altach in der 89. Minute für Michael Liendl eingewechselt wurde. Die Falken gewannen dieses Heimspiel knapp mit 3:2.
Im Herbst 2011 verlor er unter dem neuen Trainer Thomas von Heesen seinen Stammplatz und wechselte im Februar 2012, nach 89 Bundesligaspielen für die Kapfenberger SV, zum SK Austria Klagenfurt in die Regionalliga Mitte.
Nach einem Jahr in der Regionalliga kehrte er im Jänner 2013 wieder in die Bundesliga zurück und wechselte zum Wolfsberger AC. Nach der Saison 2017/18 beendete er seine Karriere.

### Zeit nach der aktiven Karriere
In weiterer Folge wurde er Spielanalyst und Scout beim Grazer AK, bei dessen zweiter Mannschaft er von November 2020 bis Sommer 2021 auch als Co-Trainer fungierte. Seine erste Trainertätigkeit hatte er, nachdem er im Frühjahr 2011 einen Nachwuchsbetreuerlehrgang und im selben Jahr zwei Trainerlehrgänge des Landesverbandes absolviert hatte, von Sommer 2012 bis Sommer 2013 im Nachwuchs seines Heimatklubs, der Union Mautern. Beim Steirischen Fußballverband eingetragener Jugend-Landesverbandstrainer war Hüttenbrenner von 2009 bis 2011. Seit Sommer 2021 ist er zudem im Besitz der UEFA-B-Lizenz.
Hauptberuflich ist Hüttenbrenner heute (Stand: 2022) bei der Merkur Insurance Group tätig; anfangs als Trainee und seit 2020 als Mitarbeiter in der betrieblichen Organisation. Bereits von 2012 bis 2016 hatte er angewandte Betriebswissenschaft an der Universität Klagenfurt studiert und das Studium mit einem Bachelor of Science abgeschlossen. Von 2016 bis 2020 folgte das Masterstudium in dieser Studienrichtung. Bereits von April 2008 bis Februar 2010 absolvierte er Studiengänge im Bereich Sportmarketing beim Vorgänger der IST-Hochschule für Management. Zwischen 2017 und 2018 studierte er im St
Heute (Stand: 2023) lebt Hüttenbrenner in Trofaiach und trainiert im Nachwuchsbereich des FC Trofaiach, sowie des SV Hinterberg.